# Charquemont
 (janvier 2011).
Si vous disposez d'ouvrages ou d'articles de référence ou si vous connaissez des sites web de qualité traitant du thème abordé ici, merci de compléter l'article en donnant les références utiles à sa vérifiabilité et en les liant à la section « Notes et références ».
Charquemont est une commune française située dans le département du Doubs, la région culturelle et historique de Franche-Comté et la région administrative Bourgogne-Franche-Comté.
Ses habitants sont appelés les Charquemontais. La commune est intégrée au parc naturel régional du Doubs Horloger.

## Géographie
Charquemont est un village de l'Est de la France, situé en zone frontalière ; le district suisse des Franches Montagnes est à quelques kilomètres, de l'autre côté du Doubs.
Située entre Doubs et Dessoubre à 865 m d'altitude, la commune de Charquemont est l'un des trois bourgs-centres du plateau de Maîche.

### Climat
Pour des articles plus généraux, voir Climat de la Bourgogne-Franche-Comté et Climat du Doubs.
En 2010, le climat de la commune est de type climat de montagne, selon une étude du Centre national de la recherche scientifique s'appuyant sur une série de données couvrant la période 1971-2000. En 2020, Météo-France publie une typologie des climats de la France métropolitaine dans laquelle la commune est exposée à un climat de montagne ou de marges de montagne et est dans la région climatique  Jura, caractérisée par une forte pluviométrie en toutes saisons (1 000 à 1 500 mm/an), des hivers rigoureux et un ensoleillement médiocre. 
Pour la période 1971-2000, la température annuelle moyenne est de 7,2 °C, avec une amplitude thermique annuelle de 16,6 °C. Le cumul annuel moyen de précipitations est de 1 392 mm, avec 13 jours de précipitations en janvier et 11,4 jours en juillet. Pour la période 1991-2020, la température moyenne annuelle observée sur la station météorologique installée sur la commune est de 8,3 °C et le cumul annuel moyen de précipitations est de 1 575,4 mm. 
La température maximale relevée sur cette station est de 37,2 °C, atteinte le 19 août 2012 ; la température minimale est de −31 °C, atteinte le 9 janvier 1985,,. 
| Mois                                  | jan.           | fév.             | mars            | avril            | mai             | juin          | jui.            | août          | sep.          | oct.         | nov.           | déc.            | année     |
| ------------------------------------- | -------------- | ---------------- | --------------- | ---------------- | --------------- | ------------- | --------------- | ------------- | ------------- | ------------ | -------------- | --------------- | --------- |
| Température minimale moyenne (°C)     | −3,8           | −4               | −1,2            | 1,6              | 5,5             | 9             | 10,8            | 10,5          | 7,1           | 4            | 0              | −2,8            | 3,1       |
| Température moyenne (°C)              | 0,2            | 0,6              | 3,9             | 7,5              | 11,5            | 15,1          | 16,9            | 16,7          | 12,7          | 9,1          | 4,2            | 1               | 8,3       |
| Température maximale moyenne (°C)     | 4,2            | 5,1              | 9,1             | 13,3             | 17,4            | 21,2          | 23,1            | 22,8          | 18,2          | 14,2         | 8,4            | 4,8             | 13,5      |
| Record de froid (°C) date du record   | −31 09.01.1985 | −27,5 18.02.1956 | −22 01.03.05    | −14,2 13.04.1986 | −6,8 01.05.1960 | −2 16.06.1956 | −0,5 06.07.1962 | −1 29.08.1963 | −4 30.09.1995 | −12 25.10.03 | −22 26.11.1955 | −27 26.12.1962  | −31 1985  |
| Record de chaleur (°C) date du record | 19,4 30.01.02  | 21 29.02.1960    | 23,5 30.03.1989 | 27 28.04.12      | 31 25.05.09     | 34 19.06.22   | 36 25.07.19     | 37,2 19.08.12 | 31,2 11.09.23 | 29 07.10.09  | 24 08.11.15    | 20,2 16.12.1989 | 37,2 2012 |
| Précipitations (mm)                   | 128,7          | 113,7            | 115,1           | 113,7            | 144,1           | 134,5         | 142,3           | 136,5         | 119,7         | 136,3        | 133,1          | 157,7           | 1 575,4   |

| Diagramme climatique                                  |            |              |              |              |            |               |               |              |            |           |              |
| J                                                     | F          | M            | A            | M            | J          | J             | A             | S            | O          | N         | D            |
| 4,2−3,8128,7                                          | 5,1−4113,7 | 9,1−1,2115,1 | 13,31,6113,7 | 17,45,5144,1 | 21,29134,5 | 23,110,8142,3 | 22,810,5136,5 | 18,27,1119,7 | 14,24136,3 | 8,40133,1 | 4,8−2,8157,7 |
| Moyennes : • Temp. maxi et mini °C • Précipitation mm |            |              |              |              |            |               |               |              |            |           |              |

Les paramètres climatiques de la commune ont été estimés pour le milieu du siècle (2041-2070) selon différents scénarios d'émission de gaz à effet de serre à partir des nouvelles projections climatiques de référence DRIAS-2020. Ils sont consultables sur un site dédié publié par Météo-France en novembre 2022.

## Urbanisme

### Typologie
Au 1er janvier 2024, Charquemont est catégorisée bourg rural, selon la nouvelle grille communale de densité à 7 niveaux définie par l'Insee en 2022.
Elle appartient à l'unité urbaine de Charquemont, une unité urbaine monocommunale constituant une ville isolée,. Par ailleurs la commune fait partie de l'aire d'attraction de Maîche, dont elle est une commune du pôle principal,. Cette aire, qui regroupe 23 communes, est catégorisée dans les aires de moins de 50 000 habitants,.

### Occupation des sols
L'occupation des sols de la commune, telle qu'elle ressort de la base de données européenne d’occupation biophysique des sols Corine Land Cover (CLC), est marquée par l'importance des territoires agricoles (53 % en 2018), une proportion sensiblement équivalente à celle de 1990 (52,6 %). La répartition détaillée en 2018 est la suivante : 
prairies (49 %), forêts (39,3 %), zones urbanisées (6,5 %), zones agricoles hétérogènes (4 %), milieux à végétation arbustive et/ou herbacée (1,2 %). L'évolution de l’occupation des sols de la commune et de ses infrastructures peut être observée sur les différentes représentations cartographiques du territoire : la carte de Cassini (XVIIIe siècle), la carte d'état-major (1820-1866) et les cartes ou photos aériennes de l'IGN pour la période actuelle (1950 à aujourd'hui).

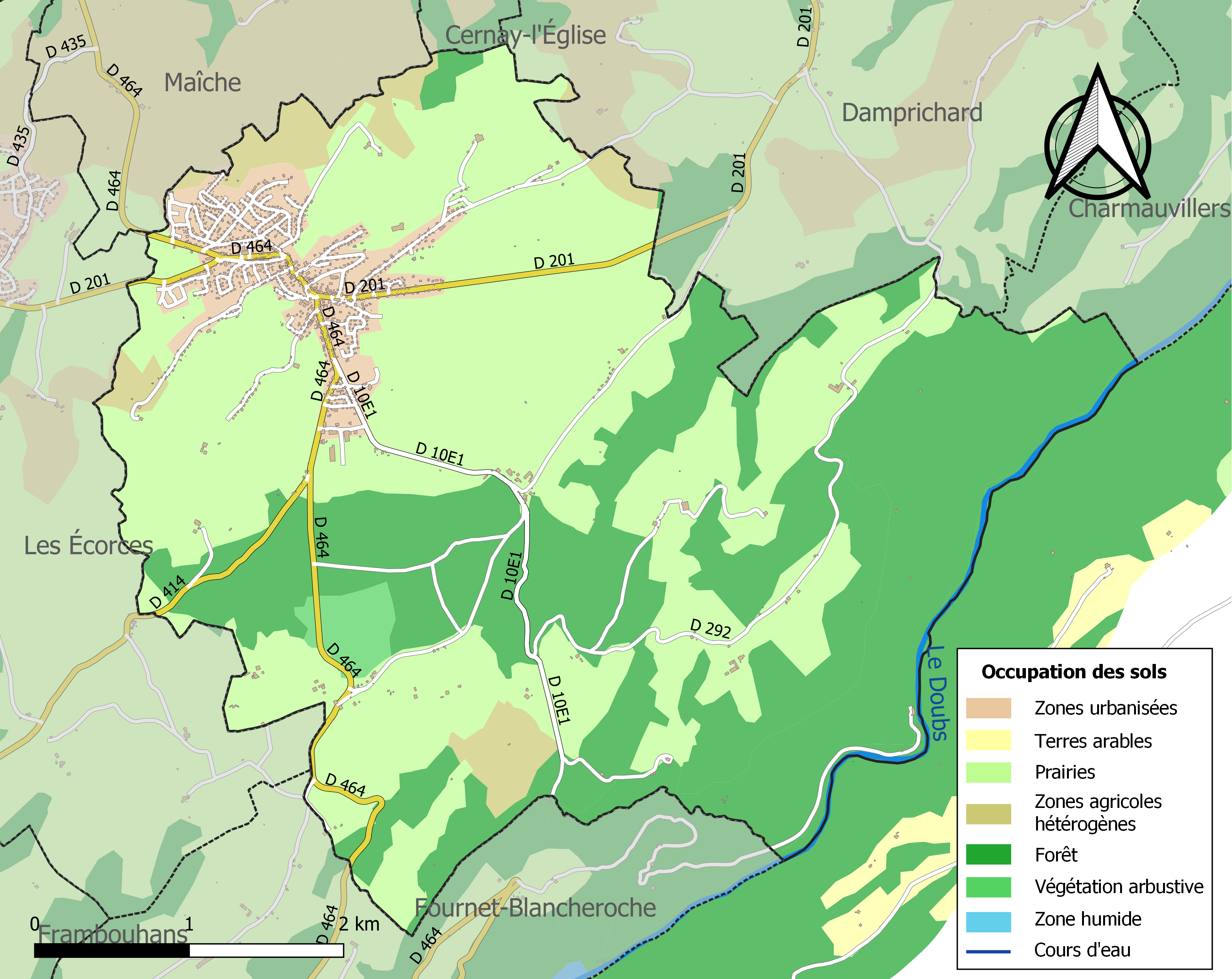
Carte des infrastructures et de l'occupation des sols de la commune en 2018 (CLC).

## Politique et administration

### Liste des maires
| Période                                  | Période                     | Identité                                      | Étiquette | Qualité                                                                            |
| ---------------------------------------- | --------------------------- | --------------------------------------------- | --------- | ---------------------------------------------------------------------------------- |
| 1965                                     | 1977                        | Gaston Monnin                                 | DVD       | Fabricant d'horlogerie                                                             |
| 1977                                     | 1995                        | Robert Bessot                                 | DVG       |                                                                                    |
| 18/06/1995                               | 16/04/2015                  | Christine Bouquin                             | DVD       | Conseillère générale puis Présidente du conseil départemental du Doubs depuis 2015 |
| 16/04/2015                               | En cours (au 1er juin 2020) | Roland Martin, Réélu pour le mandat 2020-2026 |           | Instituteur, directeur d'école en retraite                                         |
| Les données manquantes sont à compléter. |                             |                                               |           |                                                                                    |

## Démographie
L'évolution du nombre d'habitants est connue à travers les recensements de la population effectués dans la commune depuis 1793. Pour les communes de moins de 10 000 habitants, une enquête de recensement portant sur toute la population est réalisée tous les cinq ans, les populations de référence des années intermédiaires étant quant à elles estimées par interpolation ou extrapolation. Pour la commune, le premier recensement exhaustif entrant dans le cadre du nouveau dispositif a été réalisé en 2008.

En 2022, la commune comptait 2 867 habitants, en évolution de +7,94 % par rapport à 2016 (Doubs : +1,88 %, France hors Mayotte : +2,11 %).
| 1793 | 1800 | 1806 | 1821 | 1831  | 1836  | 1841  | 1846  | 1851  |
| ---- | ---- | ---- | ---- | ----- | ----- | ----- | ----- | ----- |
| 604  | 598  | 693  | 692  | 1 029 | 1 103 | 1 141 | 1 201 | 1 398 |

| 1856  | 1861  | 1866  | 1872  | 1876  | 1881  | 1886  | 1891  | 1896  |
| ----- | ----- | ----- | ----- | ----- | ----- | ----- | ----- | ----- |
| 1 615 | 1 785 | 1 930 | 1 939 | 1 344 | 1 380 | 1 493 | 1 664 | 1 701 |

| 1901  | 1906  | 1911  | 1921  | 1926  | 1931  | 1936  | 1946  | 1954  |
| ----- | ----- | ----- | ----- | ----- | ----- | ----- | ----- | ----- |
| 1 860 | 1 950 | 2 040 | 1 775 | 1 824 | 1 795 | 1 752 | 1 800 | 2 161 |

| 1962  | 1968  | 1975  | 1982  | 1990  | 1999  | 2006  | 2008  | 2013  |
| ----- | ----- | ----- | ----- | ----- | ----- | ----- | ----- | ----- |
| 2 329 | 2 341 | 2 485 | 2 265 | 2 205 | 2 209 | 2 387 | 2 438 | 2 539 |

| 2018  | 2022  | - | - | - | - | - | - | - |
| ----- | ----- | - | - | - | - | - | - | - |
| 2 680 | 2 867 | - | - | - | - | - | - | - |

## Lieux et monuments
- L'église Saint-Étienne avec son clocher pointu.
- La chapelle Saint-Roch.
- Les Gorges du Doubs avec 
  - les fameuses Échelles de la Mort,
  - une via ferrata,
  - la centrale du Refrain alimentée par une galerie d'amenée de 2,7 km creusée dans la roche puis par deux conduites forcées de 110 mètres de long.
- Les belvédères : la Cendrée, la Crampoulotte et les Vieilles Femelles.
- De nombreux sentiers de randonnée dont le GR5 qui suit la vallée du Doubs.

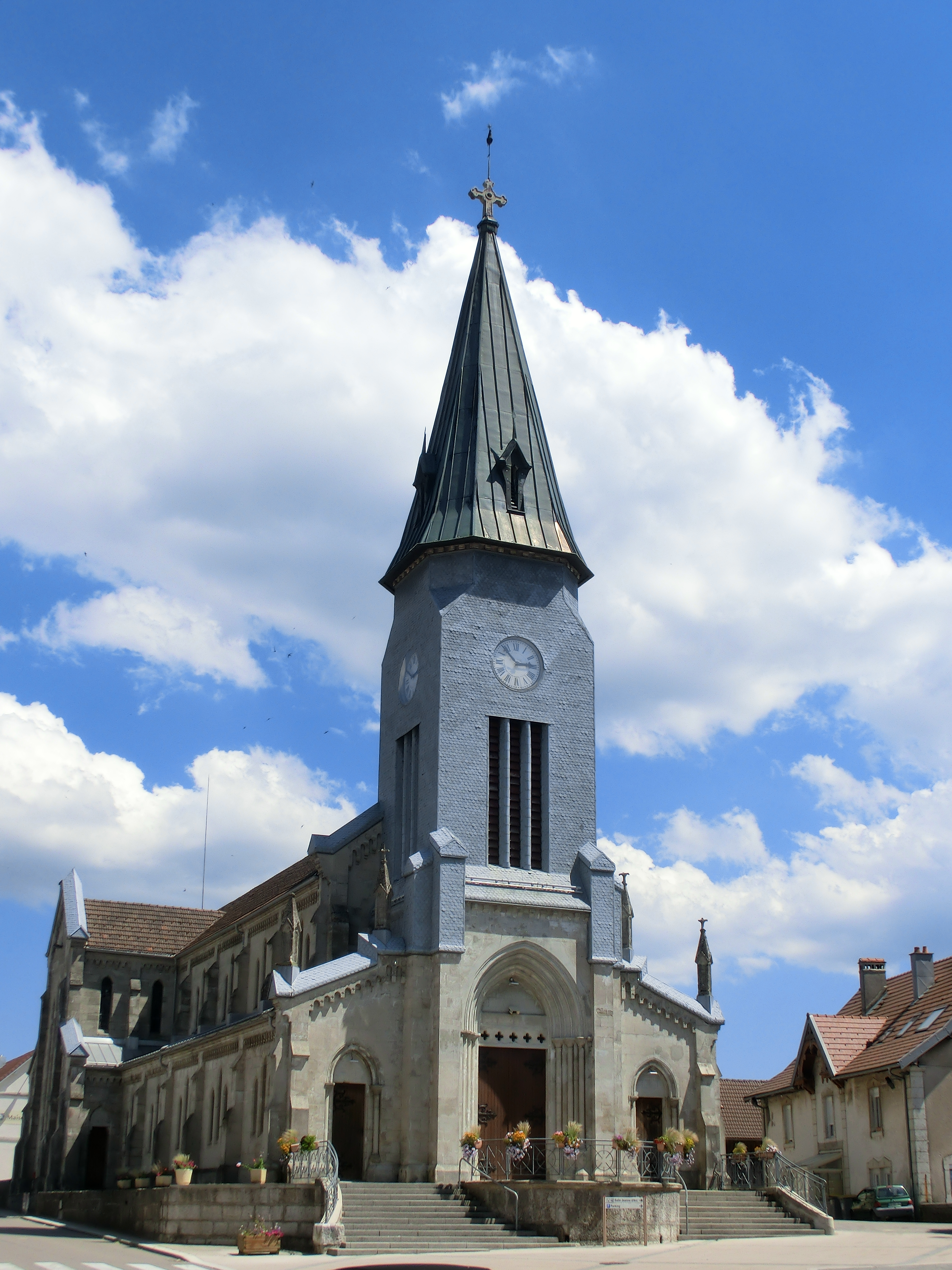
L'église.
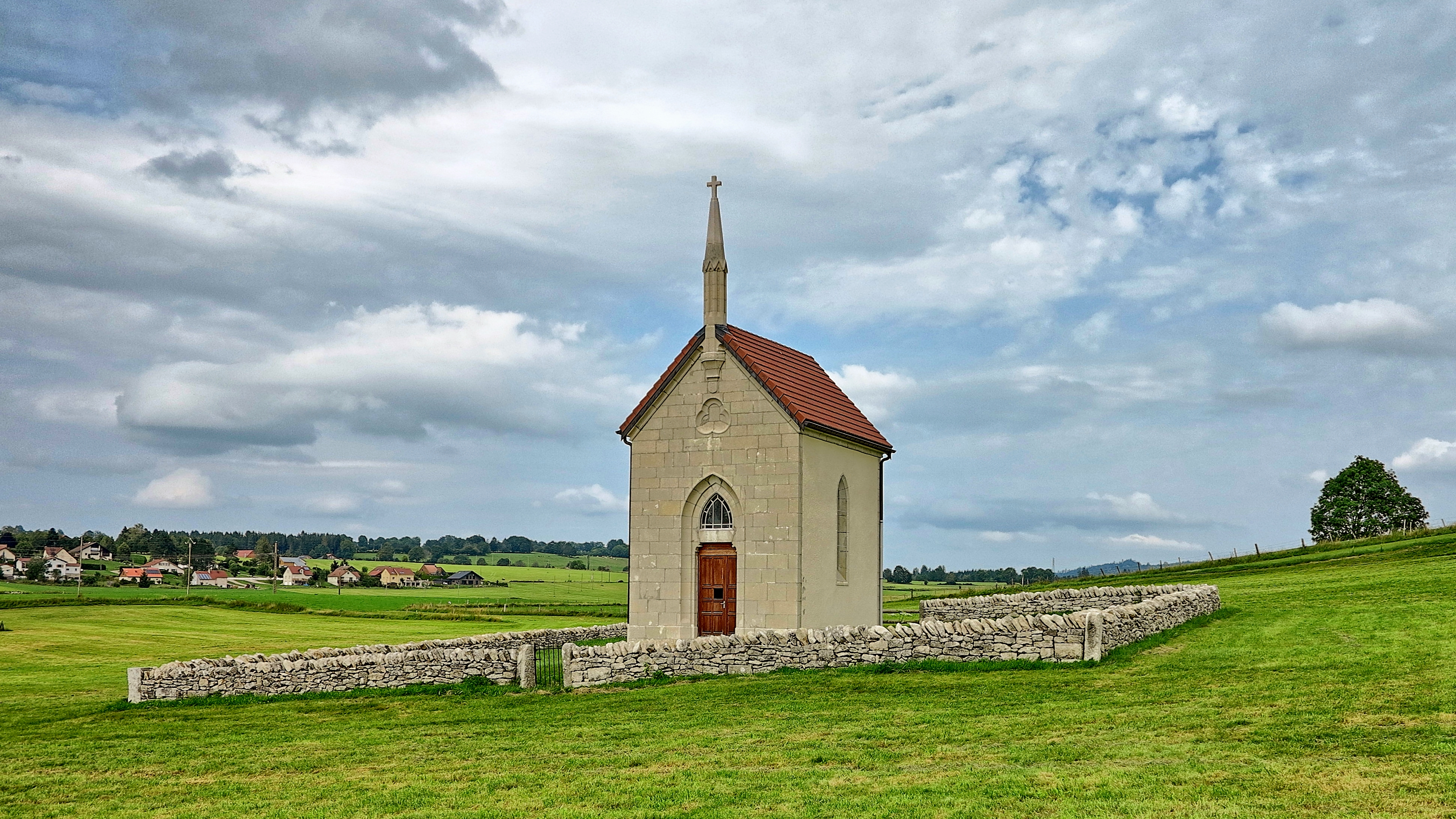
La chapelle Saint-Roch.
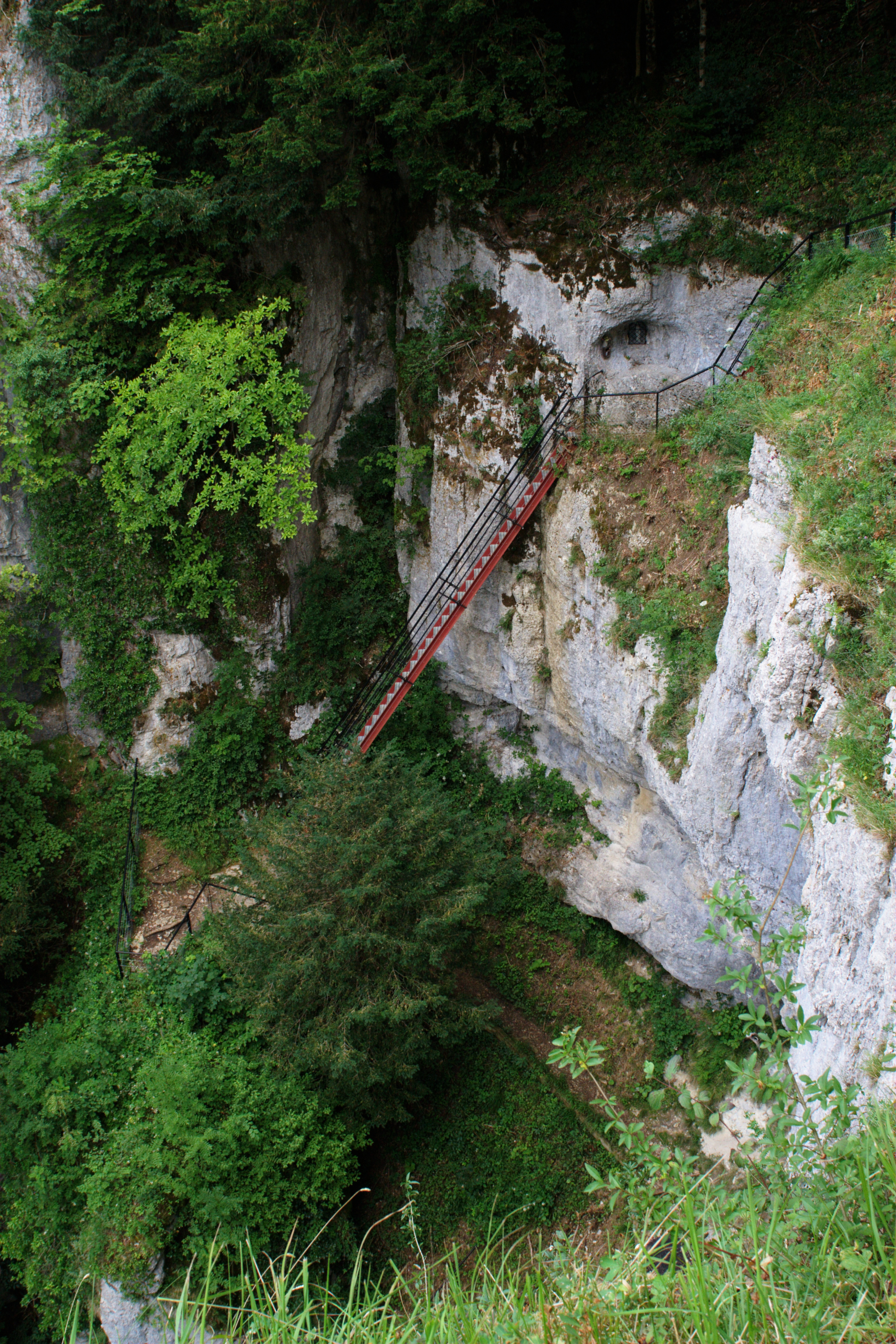
Les échelles de la Mort.
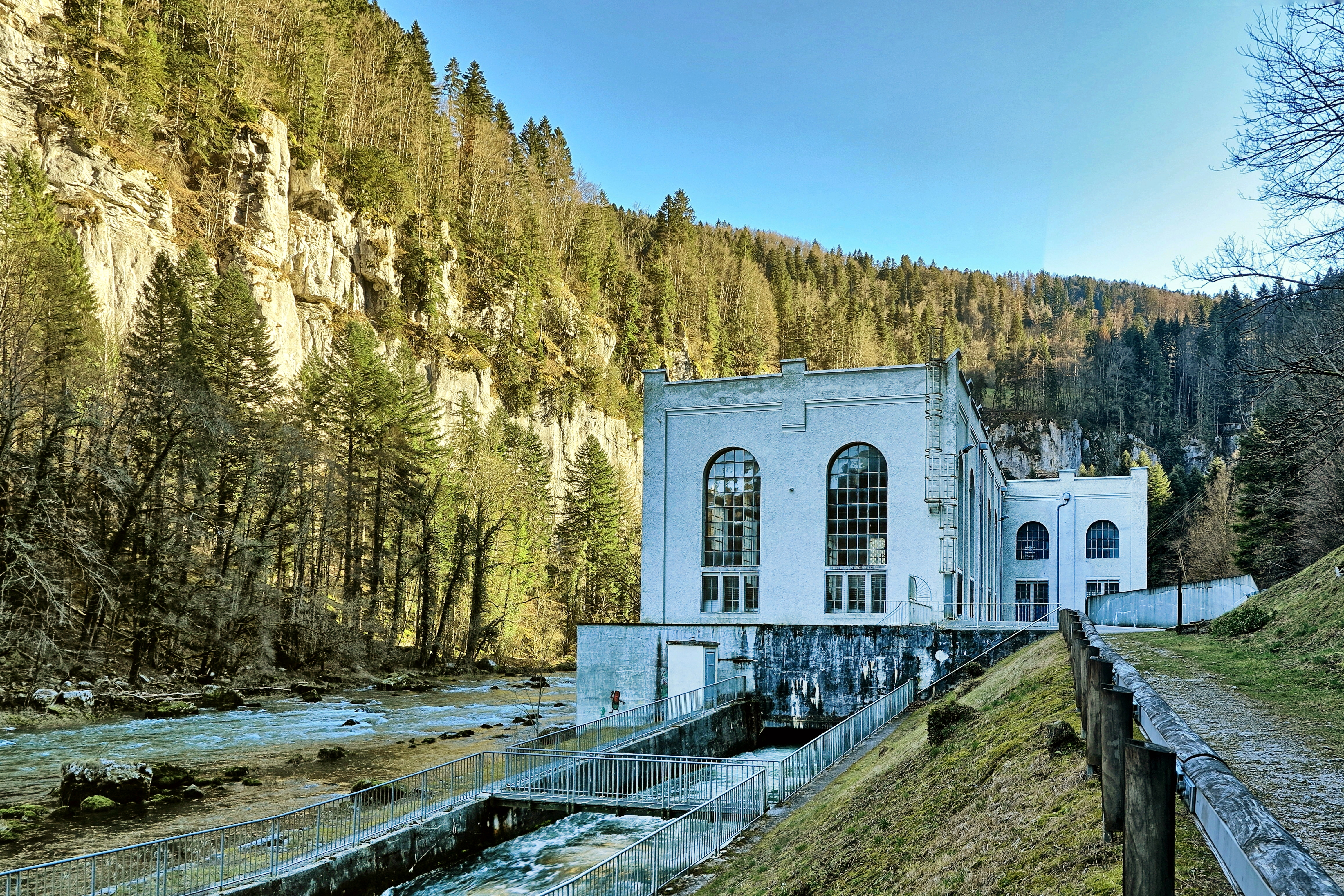
La centrale du Refrain.
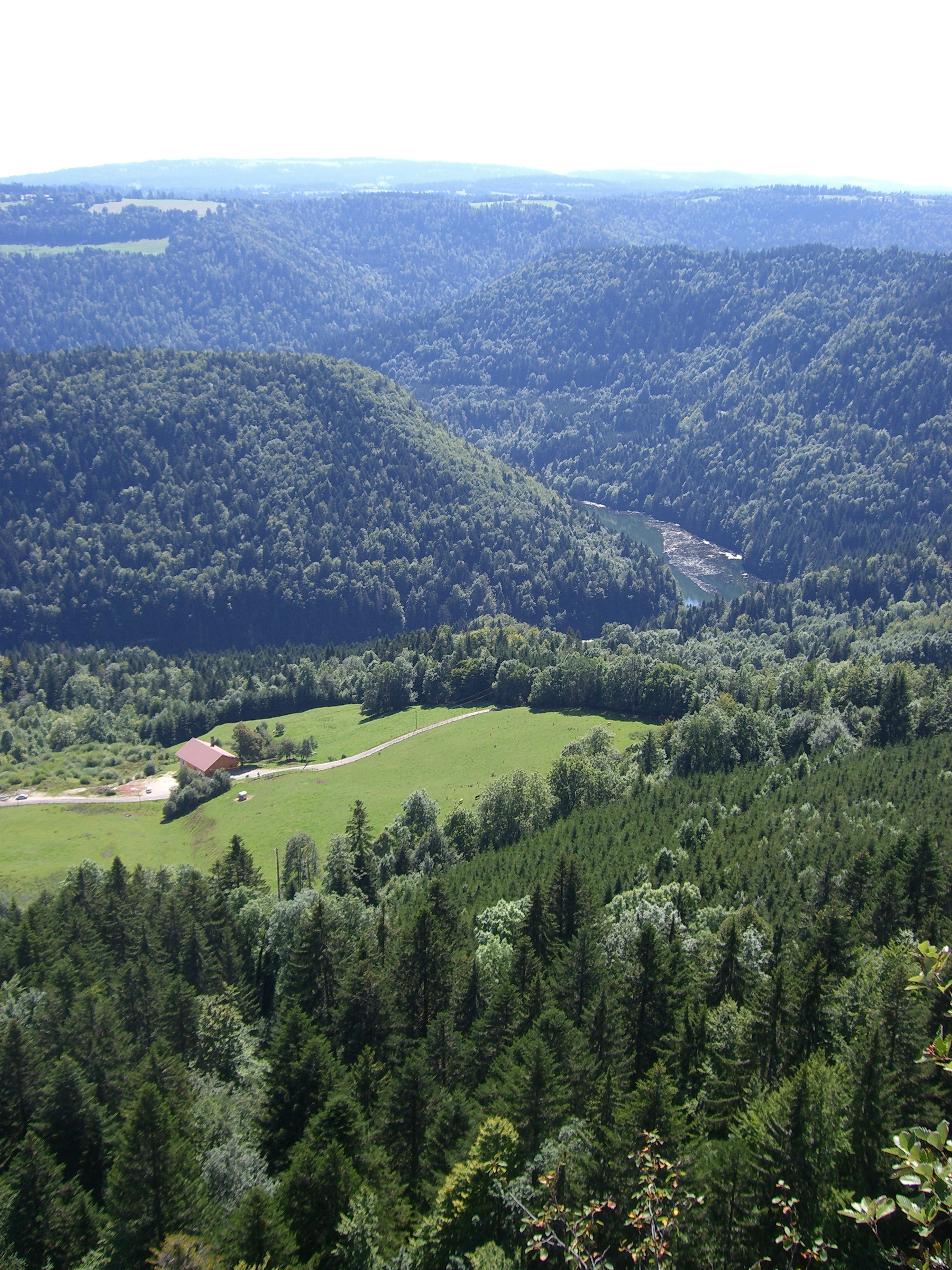
Le belvédère de la Cendrée.
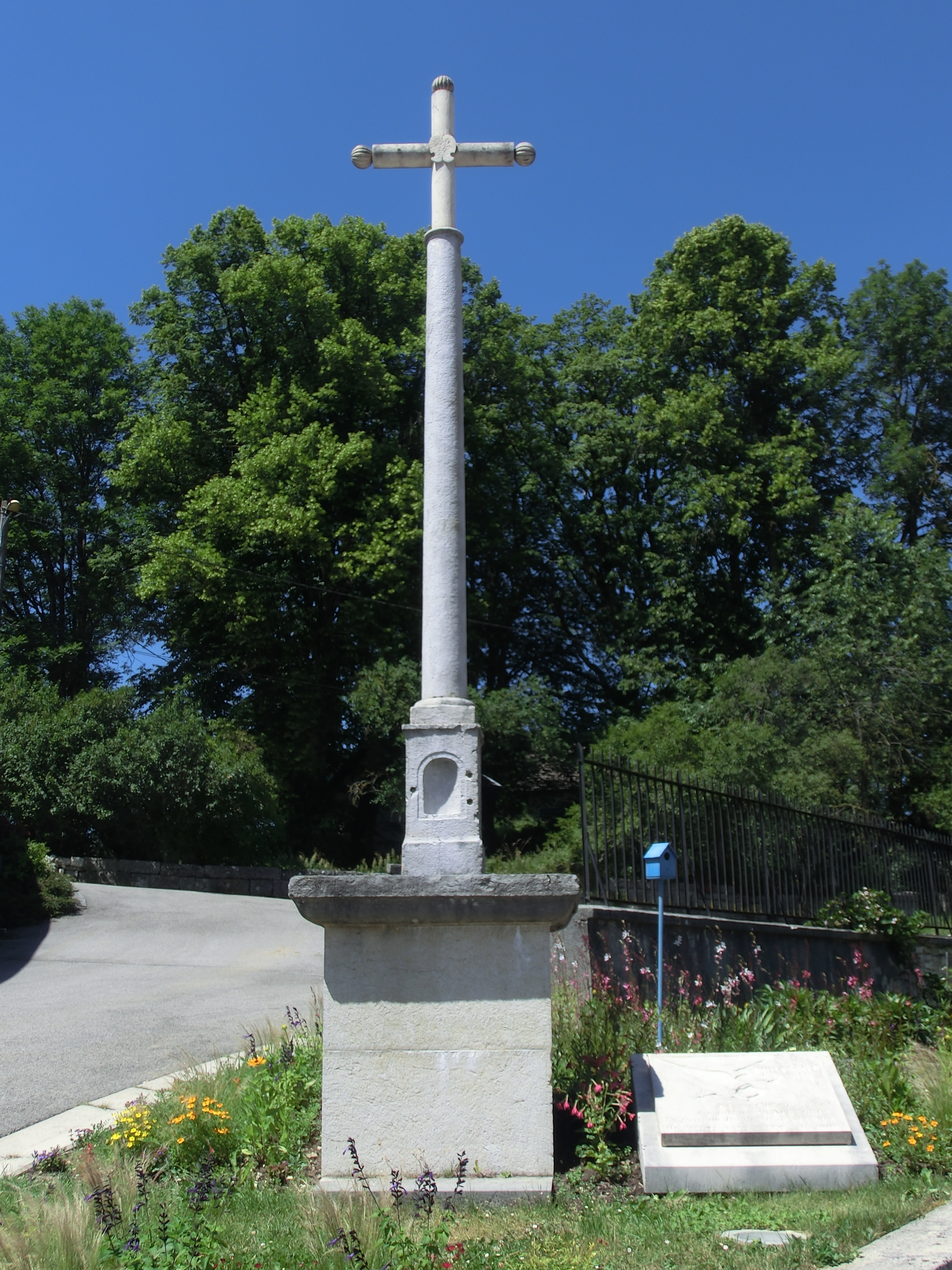
Croix.

## Économie
- Charquemont est connu pour son économie liée à l'horlogerie (notamment Michel Herbelin). La plupart des emplois qu'occupent les habitants du plateau de Maîche se font dans l'horlogerie, soit en France dans les industries restantes, soit en Suisse. Une grande partie des travailleurs horlogers sont donc frontaliers. Le taux de change et le montant des salaires en francs suisses favorisent depuis plus de trente ans le passage de la frontière, ce qui garantit encore aujourd'hui un niveau de vie moyen assez privilégié.

L'industrie du village a perdu en 2009 près de 150 emplois à la suite de délocalisations ou fermetures d'entreprises. (journal C'est-à-dire septembre 2009). La précarité du travail frontalier apporte tantôt une manne financière non négligeable, mais peut aussi précipiter rapidement les familles, en période de crise, dans des situations économiques graves. En effet les frontaliers peuvent dans la minute se retrouver licenciés sans autre formalité qu'un passage rapide au bureau du personnel.
- Le développement touristique est une carte insuffisamment jouée pour des raisons qui tiennent à son histoire industrielle horlogère. Les opportunités qui se sont présentées depuis 30 ans n'ont pas été saisies. L architecture hétéroclite et disparate désarme les visiteurs. Il est impératif que dans les années à venir s'impose par la volonté politique, un projet urbain cohérent qui indiquera quelques grands principes auxquels devront se rallier les projets de réhabilitations et les nouveaux projets.
- L'agriculture est très présente à Charquemont, puisqu'elle comprend 16 exploitations laitières[21],[22], ainsi qu'une société de fromagerie certifiée au niveau européen[23] qui fabrique des produits tels que le comté et le morbier[24].

Le village est confronté une fois de plus à un défi inédit, la richesse et la qualité de sa main-d'œuvre permettra sans nul doute d'affronter l'avenir. Son avenir passe par sa capacité à utiliser ses richesses naturelles, son imagination pour diversifier son industrie, développer son artisanat et soutenir ses très petites entreprises.

### Entreprises
| Nom                                    | Employés | Activité                                |
| -------------------------------------- | -------- | --------------------------------------- |
| Frésard Composants                     | 117      | Fabrication de composants pour montres. |
| Montres Michel Herbelin                | 67       | Fabrication de montres.                 |
| Rubis Précis                           | 53       | Micromécanique et pièces d’horlogerie.  |
| BH                                     | 36       | Administration d'entreprises            |
| Saint-Honoré Paris                     | 20       | Fabrication de montres                  |
| Établissements Perrenoud               | 13       | Décolletage                             |
| Ambulance Assistance Plateau de Maîche | 11       | Ambulances                              |

Atelier Segal Creismeas , artiste peintre

## Tourisme et Activités
- Depuis le 1er mai 2007, le parcours aventure en forêt de Charquemont (site de la Combe Saint-Pierre) est ouvert. Il ne compte pas moins de quatre niveaux (débutants, grand débutants, habitués, difficile) qui permettent les loisirs en famille.
- Pour les personnes les plus férues d'aventures et de sensations fortes, le site des « Échelles de la Mort » a été équipé en juin 2008 avec une via ferrata, dénommée Via Ferrata des Échelles de la Mort. Il propose d'escalader la montagne grâce à ces échelles.
- De plus, depuis le 1er août, de nombreuses autres activités se sont rajoutées à cet accrobranche : rollherbe, devall kart…
- La table d'orientation du Peu fait découvrir l'alignement d'éoliennes sur la colline du Lomont et par temps clair, il est possible de voir la ligne bleue des Vosges.
- De nombreux sentiers font la joie des randonneurs, et notamment l'incontournable GR-5 qui contournent les gorges du Doubs[22].

### Domaine skiable
Charquemont accueille des pistes de ski (alpin et nordique), sur le site de Combe Saint-Pierre situé à 2 km au sud-est du centre de Charquemont. C'est de fait la première station de sports d'hiver pour les habitants du pays de Montbéliard. Les pistes sont particulièrement adaptées à des skieurs de niveau débutant. Les trois téléskis principaux sont de fait isolés entre eux, car aucune piste ne permet de les relier l'un à l'autre sans devoir pousser sur les bâtons. En raison de la faible altitude du domaine skiable et de l'absence d'enneigeurs, l'ouverture de la station est fortement dépendante des précipitations naturelles.

## Patinoire
Le site de la Combe Saint-Pierre comprend également une patinoire artificielle en extérieur d'une superficie de 700 m2.

## Personnalités liées à la commune
- Pierre-Antoine Mougin (1735-1816), prêtre astronome français.
- Camille Viotte (1871-1928), général français.
- Alice Domon (1937-1977), religieuse française, disparue pendant Dictature militaire en Argentine (1976-1983)